# Railpedia

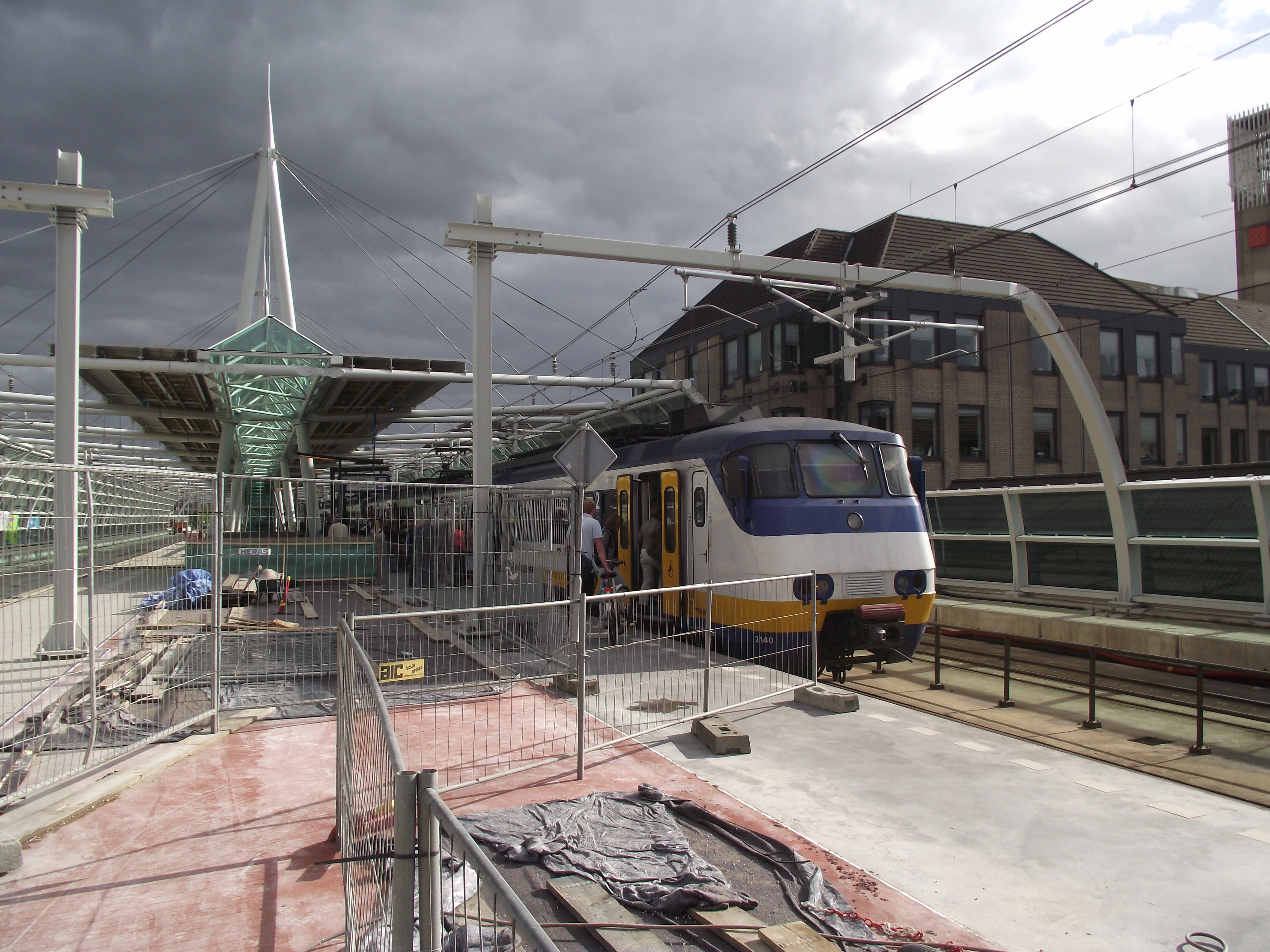
Een treinstation in aanleg

Railpedia was een online encyclopedie toegespitst op het railvervoer in Nederland. Naast het encyclopedische gedeelte bevatte de website een forum.

## Geschiedenis
Railpedia is in 2006 door ProRail Portaal tot stand gekomen. Het oorspronkelijke idee was om kennis over de Betuweroute en HSL-zuid te documenteren zodat die niet verloren zou gaan. Dit project is uitgegroeid tot een veel omvattende encyclopedie over allerlei onderwerpen die aan de spoorwereld zijn gerelateerd. Medio 2007 heeft Railforum de verantwoordelijkheid voor de online spoorencyclopedie overgenomen van ProRail Portaal. Na april 2008 was Railpedia voor iedereen in te zien. 

## Werkwijze bij aanvang
De werkwijze van Railpedia kwam overeen met die van Wikipedia. De gebruikte software was echter van Confluence, dat een interface kent volgens wysiwyg. Bovendien hadden alleen werknemers, werkgevers en hobbyisten die binnen de railsector actief waren toegang tot de encyclopedie. De informatie werd ter beschikking gesteld onder de GFDL-licentie.

## Overdracht aan Infrasite
Tijdens het Railforum Jaarcongres 2010 werd Railpedia overgedragen aan Infrasite. Railpedia is volledig in Infrasite opgegaan.

## Huidige stand van zaken
De bijeengebrachte informatie is nog steeds openbaar, maar Infrasite werkt niet met een vrije licentie. De informatie staat nu op de deelsite infrasite.nl/glossary.

### Gebruik

#### Zoeken
Er is geen specifieke zoekingang voor de informatie. Zoeken kan met de algemene zoekfunctie van infrasite.nl of via de adresbalk van een webbrowser. Dat kan door de zoekterm op de volgende wijze in de adresbalk in te typen
site:infrasite.nl/glossary (zoekterm)
Het is ook mogelijk om via de adresbalk rechtstreeks naar een artikel te gaan, als bekend is wat de kop van een artikel is
https://www.infrasite.nl/glossary/ahob

#### Wijzigen
Het wijzigen van de informatie kan via de redactie van infrasite.